# Miranda Buytaert
Miranda Buytaert (Putte, 1977) is een voormalig Vlaamse actrice. Ze speelde in 1998 in de kortfilm Bananadrama en van 1995 tot 1997 had ze een van de hoofdrollen in de VTM-jongerenserie Wat nu weer?!, waarvoor ze samen met Geena Lisa en Chadia Cambie ook de generiek inzong.
Later werd het stil rond haar omdat ze zwaar getroffen werd door CVS.